# ديفيد نيلسون (لاعب كرة قدم أمريكية)
ديفيد نيلسون (بالإنجليزية: David Nelson)‏ هو لاعب كرة قدم أمريكية أمريكي، ولد في 7 نوفمبر 1986 في دالاس في الولايات المتحدة.

## وصلات خارجية
- دايفيد نيلسون على موقع مرجع كرة القدم المحترفة.كوم (الإنجليزية)